# ماساهيكو كوبه
ماساهيكو كوبه (باليابانية: 神戸勝彦؛ بالكانا: こうべ まさひこ) هو طاهي ياباني، ولد في 15 أكتوبر 1969 في ياماناشي في اليابان، وتوفي في 14 مارس 2019 في طوكيو في اليابان.

## وصلات خارجية
- ماساهيكو كوبه على موقع إن إن دي بي (الإنجليزية)